# Steinhorster Becken
Das Steinhorster Becken ist ein künstlich angelegtes Naturschutzgebiet im Delbrücker Land bei Steinhorst im Norden des Kreises Paderborn. Das etwa 83 Hektar große Gebiet besteht hauptsächlich aus Wasserflächen der gestauten Ems und bietet vielen Wasservögeln einen Lebensraum. Westlich und östlich grenzt das Landschaftsschutzgebiet Ems, Furlbach an.

## Entstehung
Durch den Verlauf der Ems und paralleler Wasserläufe kam es immer wieder zu Überschwemmungen in den Städten Rietberg und Rheda-Wiedenbrück im Kreis Gütersloh. Man beschloss deshalb im Jahr 1972, im Steinhorster Bruch im Norden des Kreises Paderborn und östlich von Westerwiehe ein Wasserrückhaltebecken zu bauen. Mit Deichen wurde ein von der Ems durchflossenes Gebiet umbaut; bei Hochwassergefahr sollte ein Wehr geschlossen werden, so dass sich das Wasser im Becken sammeln kann. Die Deich- und Staubauwerke werden vom Wasserverband Obere Lippe bewirtschaftet. Bei einer Probestauung stellte man fest, dass sich Wat- und Wasservögel in diesem Becken niederließen.
Zusammen mit einigen Vogelkundlern der Region wurde ein Konzept entwickelt, um diesen Vögeln ständig Lebensraum zu bieten und das Becken nicht nur bei Hochwasser zu füllen. Das Land Nordrhein-Westfalen stellte die finanziellen Mittel bereit, um zunächst die erforderlichen Flächen zu erwerben. Außerdem musste Geld für die Gestaltung des Biotops bereitgestellt werden.
Das Konzept für das Steinhorster Becken wurde von 1986 bis zum November 1990 realisiert. Es wurden 36 ha Wasserflächen für Vögel sowie 18 ha feuchtes Grünland für Amphibien und wassergebundene Insektenarten angelegt. Im Nordwesten des Areals wurden 21 ha Röhricht und Schilf angepflanzt, um gefährdeten Vogelarten Schutz zu bieten. Rund um das Gebiet wurden 3000 m Deich aufgeschüttet und ein 1,8 m tiefer und bis zu 20 m breiter Ringgraben ausgehoben.
Seit 1988 wird das Steinhorster Becken von der Biologischen Station Paderborner Land, bzw. deren Nachfolgerin, der Biologischen Station Kreis Paderborn-Senne betreut. 1991 wurde das Steinhorster Becken durch eine Verordnung des Regierungspräsidenten Detmold als Schutzgebiet ausgewiesen.

## Tierwelt
Das Naturschutzgebiet dient als Rast-, Nahrungs- und Mauserplatz sowie als Überwinterungsplatz für durchziehende Vogelarten. Außerdem ist es Brut- und Rückzugsgebiet für Vögel, die für Feuchtgebiete typisch sind. Im Winter ziehen sich Schwimm- und Tauchenten, arktische Gänse, Grau- und Silberreiher, Kormorane und Gänsesäger hierhin zurück. Im Frühling legen die Kraniche eine Pause bei der Rückkehr aus dem Süden ein, Fischadlern, Schwarzstörchen und Wanderfalken dient das Becken zur Zeit des Vogelzuges ebenfalls als Rastplatz. Zu den Brutvögeln zählen unter anderem die Arten Lachmöwe, Kiebitz, Großer Brachvogel und Haubentaucher. Im Jahr 2010 brütete zudem erstmals ein Weißstorch-Paar erfolgreich auf einem Storchenmasten.

## Daten
| Gesamtfläche                                                                               | 140 ha       |
| Maximaler Einstau                                                                          | 1.250.000 m³ |
| Deichlänge                                                                                 | 3.000 m      |
| Flächengröße des Reservates im Eigentum des Landes NRW                                     | 84 ha        |
| Wasserflächen                                                                              | 36 ha        |
| Röhricht- und Schilfzone                                                                   | 21 ha        |
| Feuchtes Grünland / Nasswiesen                                                             | 18 ha        |
| Deiche, Bewirtschaftungswege, Gehölze                                                      | 9 ha         |
| Grunderwerbskosten                                                                         | 1.200.000 €  |
| Planungs- und Baukosten                                                                    | 2.200.000 €  |
| Gesamtkosten Finanzierung durch das Ministerium für Umwelt, Raumordnung und Landwirtschaft | 3.400.000 €  |

## Impressionen

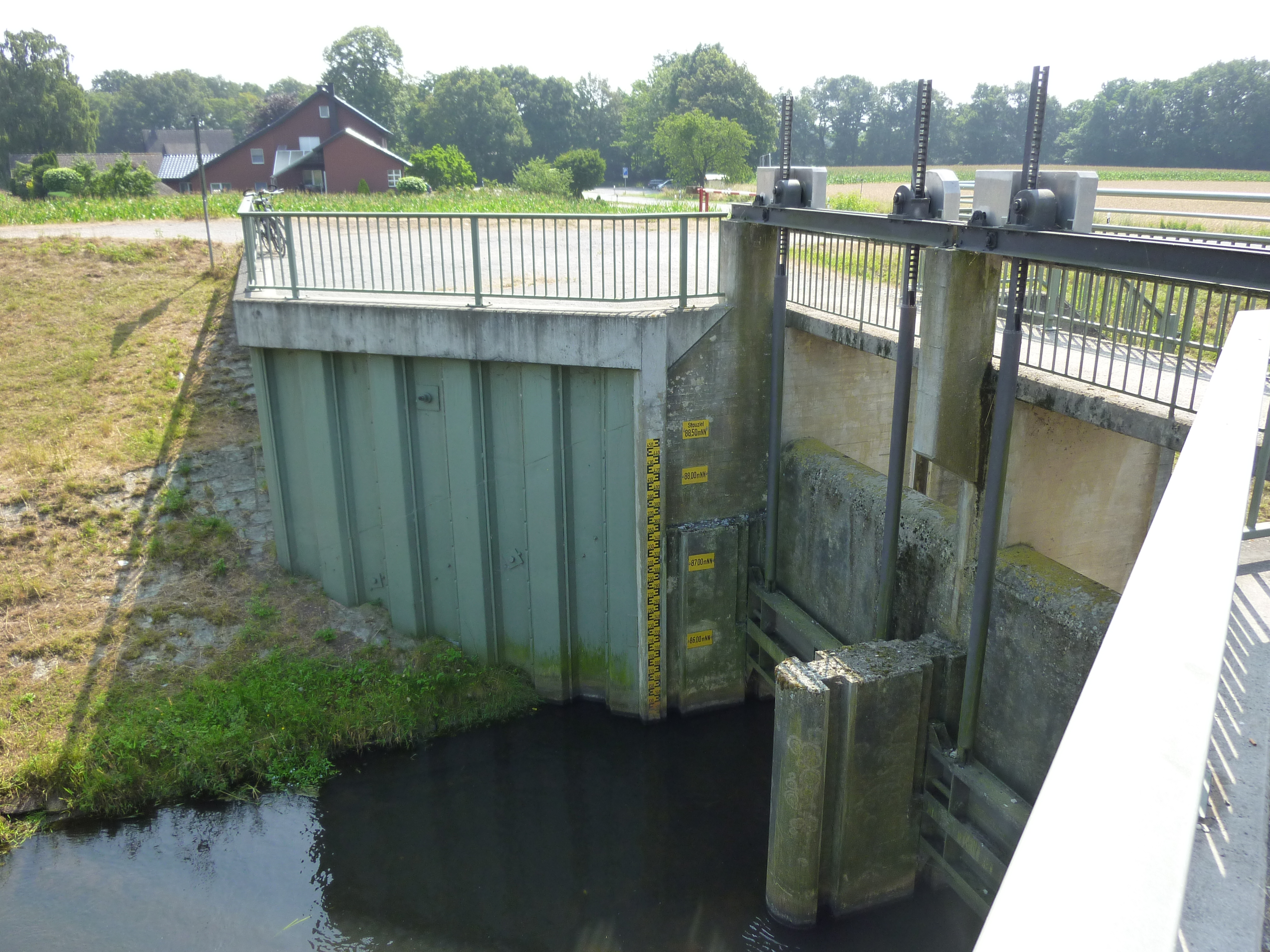
Blick auf die Stauanlage (2013)
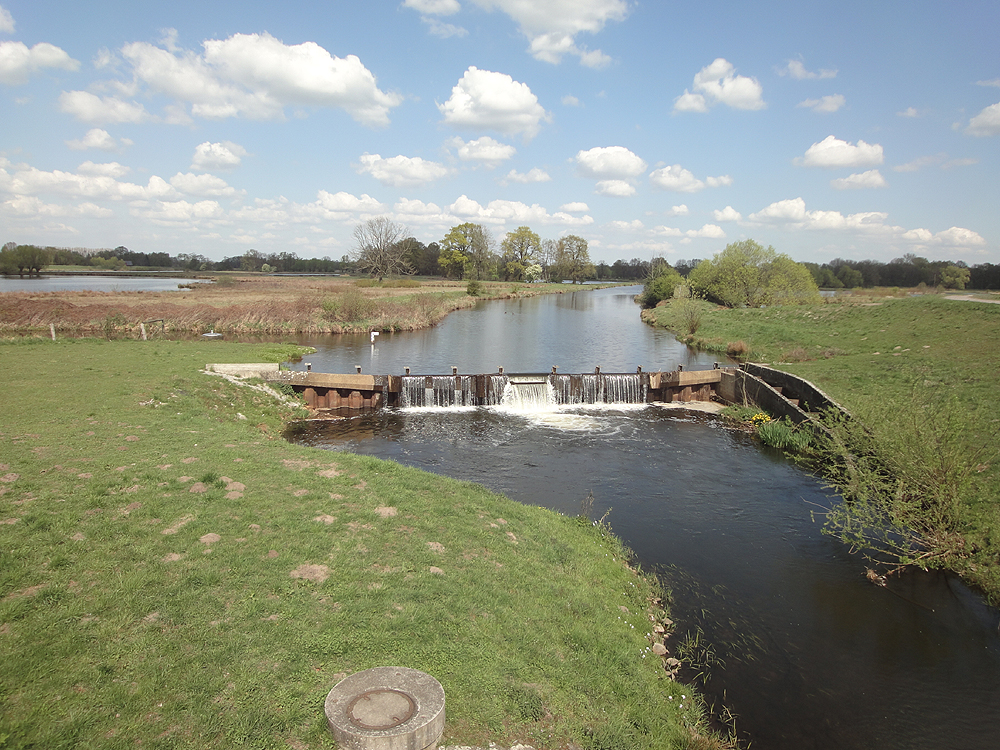
Blick von der Stauanlage im Süden des Schutzgebietes (2011)
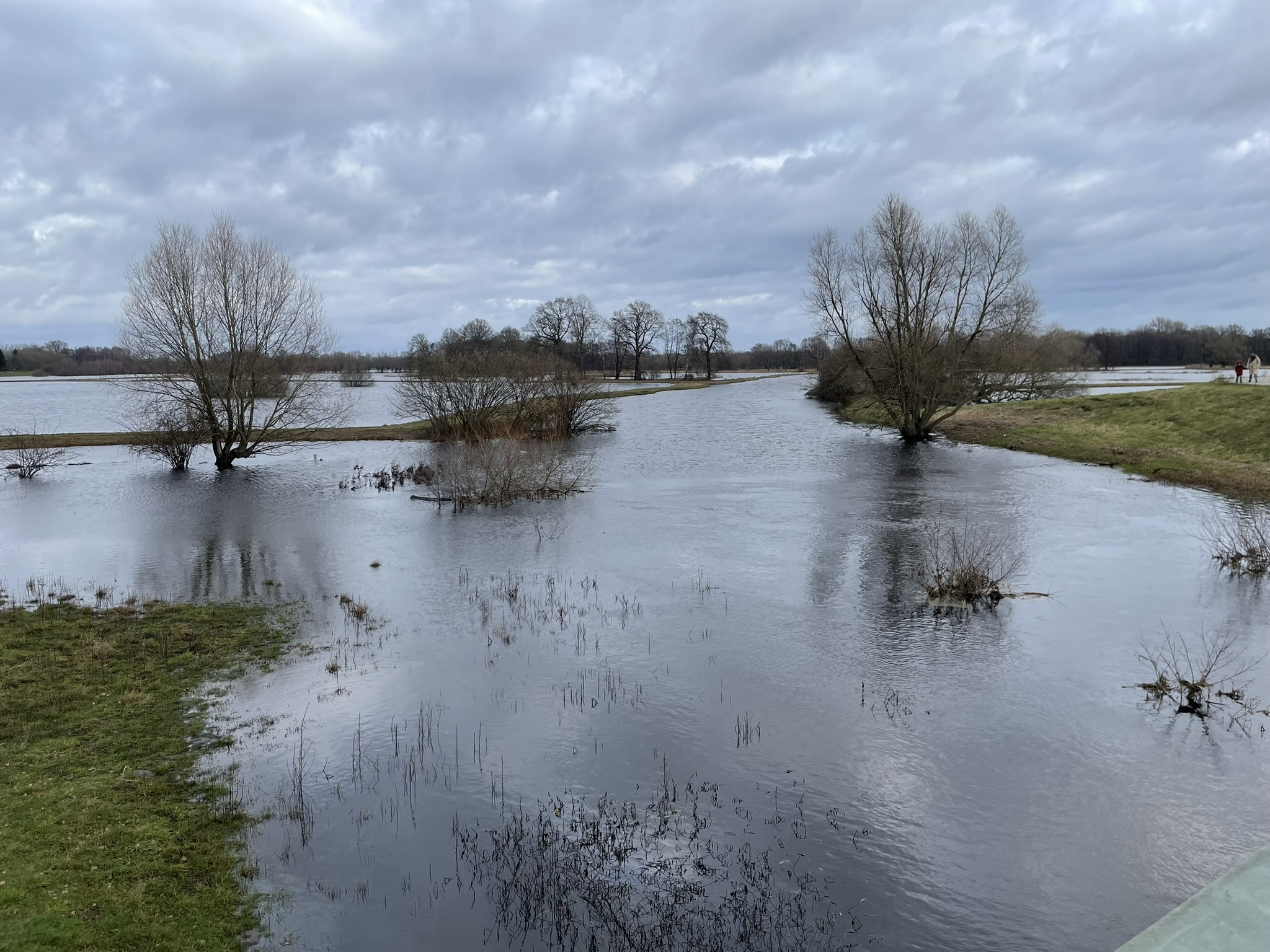
Blick von der Stauanlage auf das beim Weihnachtshochwasser 2023/2024 gefüllte Becken in Richtung Norden; Pegelstand 1,20 Meter
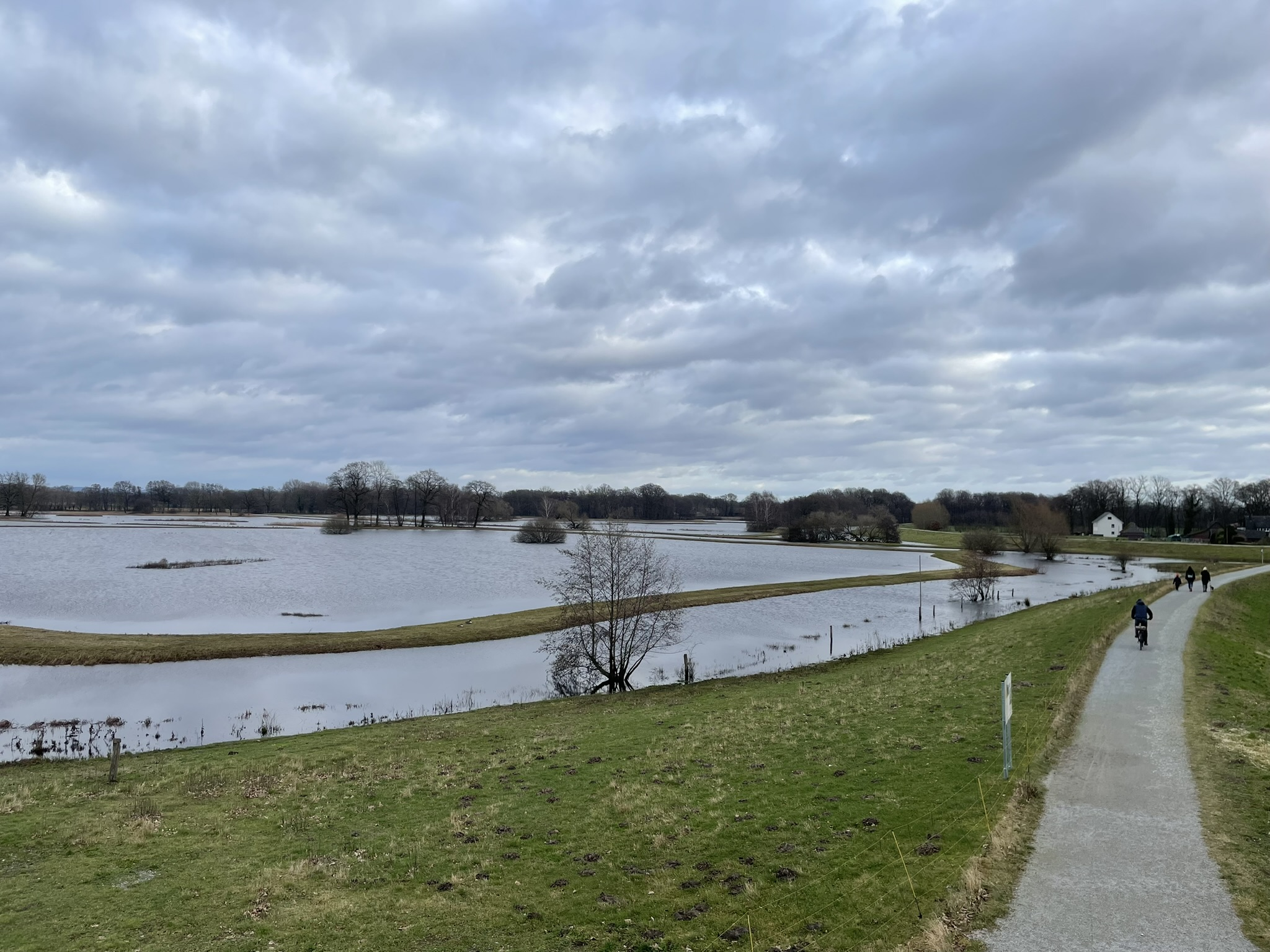
Blick vom südlichen Aussichtsturm auf das beim Weihnachtshochwasser 2023/2024 gefüllte Becken in Richtung Nordost; Pegelstand 1,20 Meter

## Rundwanderweg
Um das Becken herum führt ein 4,5 km langer Rundwanderweg. Der Weg verläuft größtenteils direkt an der Schutzgebietsgrenze und dabei 2,5 km lang über die Dammkrone des Deichs. Westlich der Ems ist der Wanderweg Teil des EmsRadwegs.